# Archlord
Archlord es un videojuego de rol multijugador masivo en línea desarrollado por NHN Corporation y Codemasters en 2005 para la plataforma Microsoft Windows. Con la publicación de la expansión Season of Siege en agosto de 2007, el videojuego se volvió gratuito. Juegos Webzen lo publicó desde agosto de 2009 en países donde Codemasters no tenía derechos de distribución y desde el 3 de octubre de 2009 lo distribuyó mundialmente. El 1 de enero de 2014, Juegos Webzen cerró permanentemente la distribución de Archlord y anunció la futura publicación de una secuela.

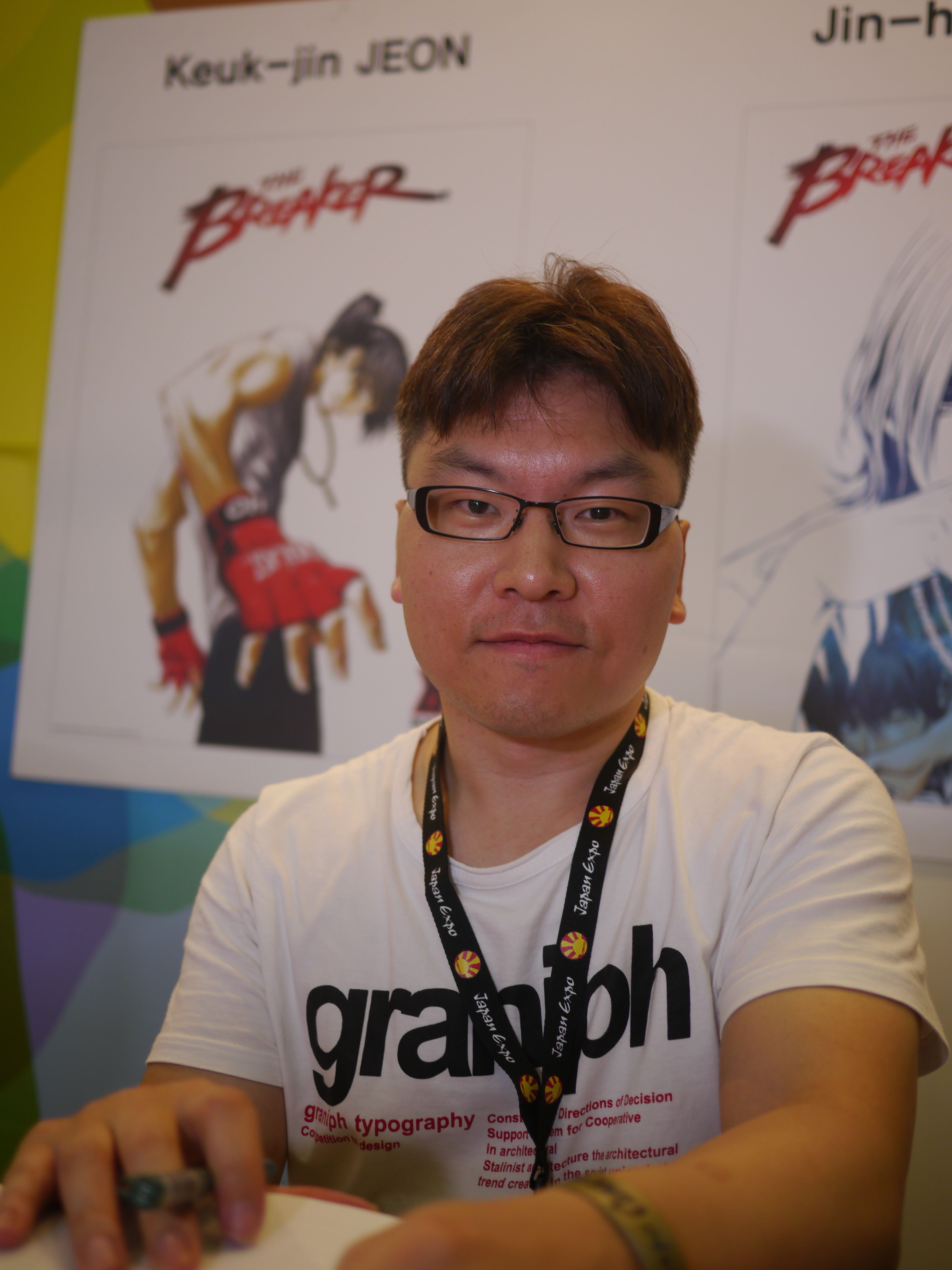
Park Jin-hwan, autor del manhwa homónimo

El 30 de septiembre de 2005, Park Jin-hwan publicó en un manhwa homónimo, el cual describe las aventuras de Zian y el semiorco Ugdrasil, los cuales se encuentran en medio de un conflicto milenario por el control de cinco reliquias llamadas arcontes. Archlord aparece también como tema central en la película belga-neerlandesa Ben X.

## Argumento
Archlord se desarrolla en el continente de Chantra y cuenta con cuatro razas jugables; orcos, humanos, elfos lunares y vástagos de dragón. Los orcos comienzan sus misiones en Golunndo, los humanos comienzan en Anchorville, los Elfos Lunares comienzan en Norine y los vástagos de dragón en Cien. Todos ellos tienen acceso a tres clases, a excepción de los vástagos de dragón, que a partir del nivel veinte evolucionan a una de tres razas.
Los humanos aparecieron por primera vez en Chantra mil años después de que los orcos habían establecido. Tras el dramático hundimiento de sus tierras, unos pioneros clave en la sociedad humana establecieron inicialmente un punto de apoyo en la parte occidental del continente. La historia sugiere que pudieron hacerlo debido a su capacidad para controlar el fuego. En las primeras etapas, los humanos vivieron en relativa paz. Sin embargo, pronto comenzaron a darse cuenta de que los orcos habían desembarcado en la parte oriental del continente y no antes de mucho tiempo las tensiones aumentaron cuando los humanos se volvieron protectores de su territorio. Los humanos tienen una vida relativamente corta, considerando los ochenta años como mucho tiempo. Los humanos también tienen una capacidad inferior de reproducción en comparación con los orcos, siendo tres el número promedio de hijos. Los humanos pueden ser arqueros, caballeros y magos.
Los orcos han ocupado la tierra de Chantra mil años más que los humanos. Por esta razón, los orcos se consideraron mejores que los humanos y los esclavizaron durante quinientos años. Con el tiempo, los humanos se rebelaron contra los opresores orcos y finalmente ganaron su libertad. Quinientos años después, hubo un gran terremoto en el continente, que causó la mayor parte de su hundimiento en el océano. Los humanos y los orcos se vieron obligados a huir del continente occidental. Bajo la dirección de Ugdrasil, los orcos colonizaron una pequeña parte del continente donde iniciaron el proceso de reconstrucción. Los orcos pueden ser berserkers, hechiceros y cazadores.
Los elfos lunares son una raza que alguna vez fueron considerados elfos, pero diferentes. Siendo anteriormente una de las tres grandes razas élficas que habitaron Nordenland durante el 2º período, fue la primera raza en caer en la Gran Guerra. Como resultado de este conflicto devastador, la mayoría de la población humana fue aniquilada. Unos pocos varones élficos fueron capaces de escapar junto con las mujeres y se escondieron en las sombras, huyendo de aquellos del mundo exterior. Conforme pasó el tiempo, las mujeres se encargaron de reemplazar los papeles masculinos en la sociedad y así aprendieron a dominar las artes de la caza y la artesanía. A los varones que quedaron se les prohibió entrar en combate, ya que eran un producto demasiado valioso. Los varones restantes solo parecían capaces de producir más mujeres. Esto obligó a los elfos lunares a salir de su mundo de sombras y comenzar a explorar opciones de reproducción adicionales; así es como llegaron a ser conocido ante los orcos y los humanos. Ellos estaban tan avergonzados de esta acción, que optaron por esconderse en la oscuridad durante siglos, revelándose solo cuando su tierra fuese invadida por orcos y humanos. Los elfos lunares pueden ser esgrimidores, exploradores y elementalistas.
Los vástagos de dragón fueron la última de las cuatro razas en llegar al continente de Chantra. Fueron creados a partir de la piel y los huesos del gran dragón Mightthesis hace dos mil años. Tras su creación, recorrieron el mundo durante mil años en busca de un lugar para establecerse, hasta llegar finalmente a Chantra. Los vástagos de dragón pueden evolucionar a asesinos, orbitadores e invocadores.

## Desarrollo

### Modo de juego
Archlord utiliza un sistema de elaboración que permite a los jugadores mejorar los objetos de manera única y permite a los jugadores tallar, desollar y saquear cualquier monstruo derrotado. Los materiales conseguidos con la talla, el desuello y el saqueo se utilizan en alquimia y cocción para crear elementos mejorados. La alquimia crea pociones de metamorfosis que permiten a un jugador transformarse en monstruos, mientras que la cocción permite a un jugador crear comida que dan bonificaciones estadísticas. Existe además un sistema avanzado de mercado que facilita la negociación entre los jugadores.
Una de las características de Archlord es la capacidad de competir para convertirse en el Archlord, el gobernante supremo del mundo del juego. Solo puede existir un Archlord en cada servidor, reinando durante cuatro semanas antes de que sea retado por otros jugadores por el puesto. El Archlord tiene acceso a un castillo, una montura de dragón, control del clima, enorme capacidad de daño y otras funciones útiles.

### Transición de servicio
Debido a la imposibilidad de llegar a un acuerdo con NHN Corporation, Codemasters no pudo renovar su licencia para Archlord, volviéndose incapaz de ofrecer el juego a clientes europeos y norteamericanos. Para el 1 de septiembre de 2009, todas las compras a crédito habían sido desactivadas y las cuentas de Codemasters fueron transferidas al nuevo proveedor y los servidores del juego cerraron el 2 de octubre de 2009. El 3 de octubre de 2009, el juego fue entregado a Webzen Games, una distribuidora surcoreana.

## Recepción y crítica
Archlord recibió malas calificaciones; GameSpot criticó el modo de juego repetitivo y tedioso, gráficos borrosos y audio mediocre, la búsqueda superficial y el sistema de elaboración, y las horas de combate repetitivo necesarias para alcanzar el modo jugador contra jugador y el contenido de alto nivel. El único comentario positivo fue que Archlord ofreció un familiar juego de rol de matar, saquear y comprar cosas, en general concediéndole una calificación de 2,7 de 10. Eurogamer le calificó con 4 de 10, criticando la falta de distinción visual entre los niveles de poder de los monstruos, con ensayo y error requeridos para progresar; la falta de otros jugadores, con los presentes no pudiendo ofrecer ningún diálogo legible; controles atroces que hicieron que el personaje del crítico quedase atrapado en el paisaje; las características que suenan interesantes —como asedios a castillos— se limitan a los niveles más altos, y una interfaz de usuario que es como usar Windows 95 con migraña.